# Supercoppa islandese 2021 (pallavolo maschile)
La Supercoppa islandese 2021, 5ª edizione della Supercoppa nazionale di pallavolo maschile, si è svolta il 15 settembre 2021: al torneo hanno partecipato due squadre di club islandesi e la vittoria finale è andata per la prima volta all'Hamar.

## Regolamento
La formula ha previsto una gara unica.

## Squadre partecipanti
| Squadra     | Qualificazione                                         |
| ----------- | ------------------------------------------------------ |
| Afturelding | Finalista Coppa d'Islanda 2020-21                      |
| Hamar       | Vincitrice Coppa d'Islanda 2020-21/Úrvalsdeild 2020-21 |

## Torneo
| 15 settembre 2021 Íþróttamiðstöðin að Varmá, Mosfellsbær Durata: 1h:07 - Spettatori: 50 | Hamar | 3 - 0 | Afturelding | 25-17, 25-20, 25-20 |